# ミラ・マルンベルグ
アンナ・ミラ・マルンベルグ（Anna Myrra Malmberg、1966年12月20日 - ）はスウェーデンの歌手、ミュージカル女優、声優。日本では「Myrra」の名でCDをリリースしている。

## 経歴
アメリカ合衆国生まれ。新聞記者であった父の仕事の関係でシカゴで出生し、幼少期をミネソタ州のミネアポリスで、10代の大部分をスウェーデンのストックホルムで過ごした。その後ロンドンに移って複数のミュージカルなどに出演し、再びストックホルムに戻り活動している。
ミュージカル俳優としては、『ウエスト・サイド物語』（ヨーテボリ）のマリア、『エビータ』（ストックホルム）のエビータ、『オペラ座の怪人』（ロンドン）のクリスティーヌ、『レ・ミゼラブル』（ロンドン）のコゼット、『大いなる遺産（Great Expectations）』（ロンドン）のエステラなどの役を演じた。
歌手としての実力もあり、1998年のユーロビジョン・ソング・コンテスト・スウェーデン大会（Melodifestivalen 1998）では『Julia』を歌って3位入賞を果たした。CDも10枚以上リリースしており、日本では『Myrra（ミラ）』（2002年07月17日発売／レーベル：Spice Of Life）や『Myrra Bossa』（2008年02月14日発売／スパイス オブ ライフ）などが発売されている。
その他ディズニーアニメのスウェーデン語版の吹き替えも多く行っており、映画では『アラジン』のジャスミン、『リトル・マーメイドII Return to The Sea』と『リトル・マーメイドIII はじまりの物語』のアリエル、『ヘラクレス』のメガラ（メグ）などの役を担当したほか、テレビ版のディズニーアニメでも多くの声を担当している。

## ディスコグラフィ（主なもの）
- Emma i Jekyll & Hyde, the Musical på Chinateatern (2008)
- Sings Sondheim (2002)
- Bossa Kiss Pop (2006)

## フィルモグラフィ
- 1992-1993 - Långbens galna gäng　（パパはグーフィー）
- 1992 - Peter Pan　（ピーター・パン (アニメ映画)）
- 1992 - Aladdin　（アラジン (1992年の映画)）
- 1993 - Den otroliga vandringen　（三匹荒野を行く）
- 1994 - Jafars återkomst　（アラジン ジャファーの逆襲）
- 1996 - Aladdin (TV-serie)　（アラジン＜テレビアニメ＞）
- 1996 - Aladdin och rövarnas konung　（アラジン完結編 盗賊王の伝説）
- 1996 - Den otroliga vandringen 2 - På rymmen i San Francisco　（奇跡の旅2/サンフランシスコの大冒険）
- 1997 - Dumbo　（ダンボ）
- 1997 - Herkules　（ヘラクレス)
- 2000 - Den lilla sjöjungfrun II - Havets hemlighet　（リトル・マーメイドII Return to The Sea）
- 2008 - Den lilla sjöjungfrun - Sagan om Ariel　（リトル・マーメイドIII はじまりの物語）
- ※以上はすべてスウェーデン語版の吹き替え
（ウィキペディア・スウェーデン語版（2010年10月9日閲覧）による）